# Dinotrema matridigna
Dinotrema matridigna är en stekelart som först beskrevs av Fischer 1974.  Dinotrema matridigna ingår i släktet Dinotrema och familjen bracksteklar. Inga underarter finns listade i Catalogue of Life.